# Sur (Oman)

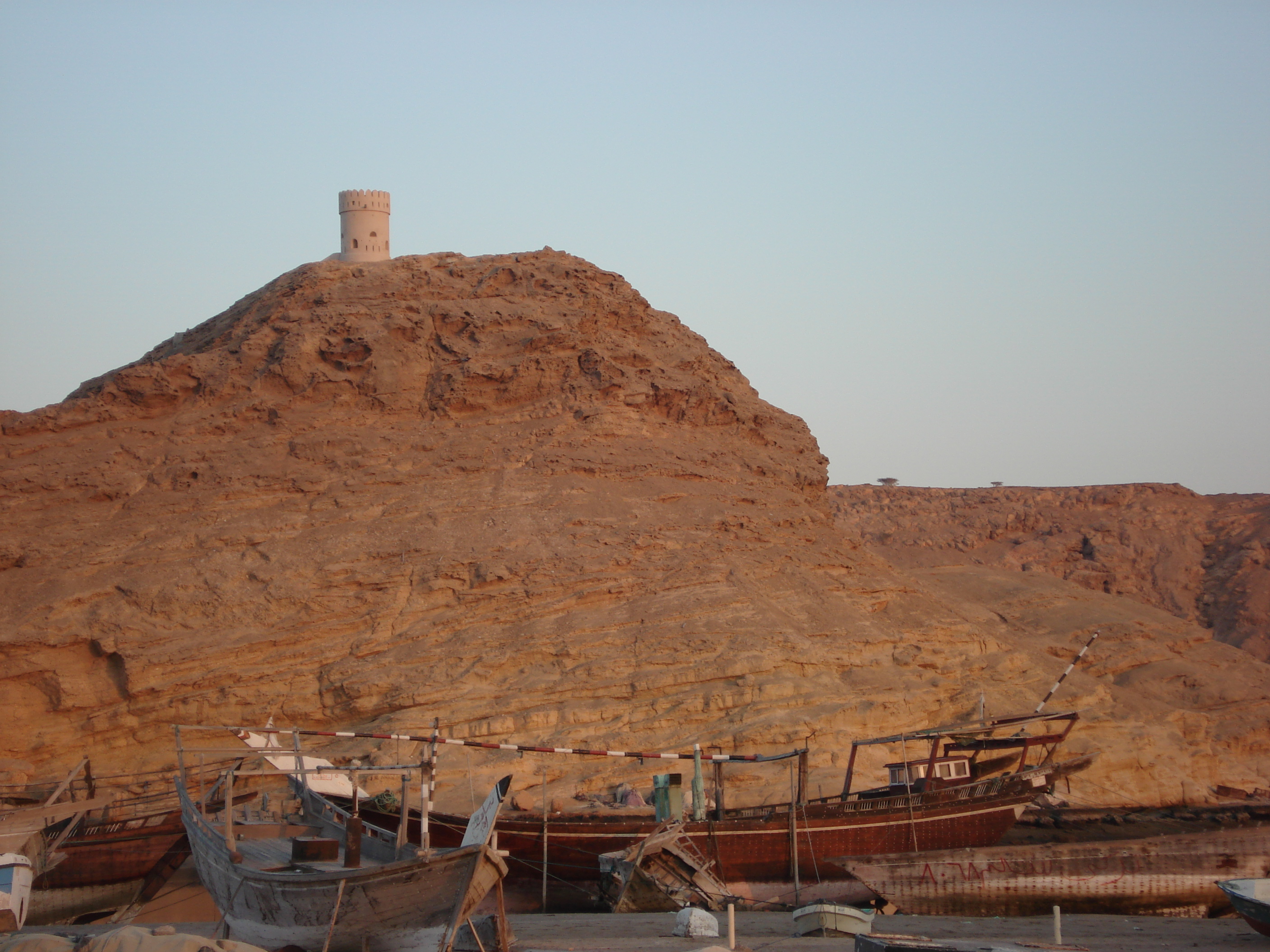
Xưởng đóng tàu buồm dhow ở Sur

Sur (tiếng Ả Rập: صور) là thành phố thủ phủ của vùng Ash Sharqiyah, miền đông bắc Oman, trên bờ Vịnh Oman. Vị trí của thành phố này ở tọa độ địa lý khoảng , cách thủ đô Muscat khoảng 150 km về phía đông nam.

## Lịch sử
Thế kỷ thứ 6, Sur là trung tâm buôn bán với các nước Đông Phi. Trong thế kỷ thứ 16, thành phố này dưới sự cai trị của Bồ Đào Nha, nhưng được imam (nhà lãnh đạo Hồi giáo) người Oman là Nasir ibn Murshid giải phóng. Sau đó thành phố trải qua một cuộc phục hưng kinh tế và là trung tâm buôn bán với Ấn Độ và các nước Đông Phi.
Tới giữa thế kỷ thứ 19, Vương quốc Anh cấm việc buôn bán nô lệ. Hơn nữa thành phố còn bị suy thoái do việc mở Kênh Suez, khiến cho thành phố mất việc buôn bán với Ấn Độ.
Ngày nay thành phố vẫn giữ được danh tiếng là thành phố chuyên đóng tàu buồm dhow, loại tàu buồm được sử dụng làm thương thuyền trong 2 thế kỷ trước.
Là một trong các thành phố nổi tiếng về đóng tàu gỗ trong vùng Vịnh, vị trí lịch sử này đã giúp cho thành phố tiến ra Vịnh Oman và Ấn Độ Dương. Nhiều tàu được đóng trong thành phố này đã tới các nước Trung quốc, Ấn Độ, Zanzibar, Iraq cùng nhiều nước khác.
Tháng 6 năm 2007, Sur bị trận bão lốc Gonu tàn phá.